# Дерново-подзолистые почвы
Дерново-подзолистые почвы — подтип подзолистых почв. Содержат 3—7 % гумуса, среди подзолистых почв наиболее плодородны. Распространены на юге лесной зоны Восточно-Европейской и Западно-Сибирской равнин.
Дерново-подзолистые почвы характерны для зоны смешанных лесов. В Белоруссии эти почвы занимают почти половину территории, в России — около 15 %, на Украине около 12 %. Приурочены к водораздельным участкам с глубоким залеганием грунтовых вод и развиваются под совместным действием процессов дернования и оподзоливания на породах различного механического состава.
В зависимости от строения почвенного профиля выделяют четыре разновидности дерново-подзолистых почв — дерново-палево-подзолистые почвы, дерново-подзолистые почвы с белёсым подзолистым горизонтом, дерново-подзолистые почвы с контактно-осветлённым горизонтом, оглеенные дерново-подзолистые почвы.

## Формирование
В. Р. Вильямc считал[когда?], что в результате борьбы лесной и травянистой формаций в лесном биоценозе создаются благоприятные условия для развития трав, которые в итоге завоёвывают территорию леса, и подзолистые почвы переходят в дерново-подзолистые. Последние рассматриваются как самостоятельный почвенный тип или относятся к подтипу подзолистых почв.

## Строение
Строение почвенного профиля дерново-подзолистых почв в естественных условиях следующее:
- А — подстилка и гумусовый горизонт:
  - A0 — лесная подстилка или дернина (Ад), мощность 3—5 см.
  - A1 — гумусово-элювиальный горизонт серого или светло-серого цвета, непрочной комковатой структуры, мощность обычно не превышает 15—20 см.
  - A2 — подзолистый, или элювиальный, горизонт белесоватого цвета, бесструктурный или непрочной пластинчатой структуры, мощность его колеблется в пределах от 5 до 15 см.
- В — переходный иллювиальный горизонт бурого или красно-бурого цвета, призматической или ореховатой структуры.
- С (материнская порода) — постепенный переход.

## Свойства
Свойства дерново-подзолистых почв в значительной степени зависят от выраженности дернового и подзолистого процессов почвообразования — от мощности гумусового и подзолистого горизонтов.
По степени оподзоленности выделяют дерново-подзолистые слабо-, средне- и сильнооподзоленные почвы. В первых горизонт A2 мощностью до 5 см, или он выражен пятнами. В сильнооподзоленных почвах горизонт A2, как правило, больше 15 см, при этом мощность гумусового горизонта уступает мощности подзолистого.
По содержанию гумуса в горизонте Апах различают слабогумусные (1—2 %), среднегумусные (2—4 %) и сильногумусные (>4 %) почвы.
Потенциальное плодородие дерново-подзолистых почв в целом низкое, количество гумуса — 1—3 %. Но по сравнению с подзолистыми почвами, типом которых являются дерново-подзолистые почвы, верхний слой богаче гумусом, обладает большей влагоёмкостью, нередко более выраженной структурой. При распашке и введении в культуру они более плодородны, чем подзолистые почвы.
Качественный состав неудовлетворительный: в нём преобладают фульвокислоты, мало азота, фосфора, калия и других элементов питания. Дерново-подзолистые почвы характеризуются кислой и сильнокислой реакцией (pНКСl = 4,0—5,5). Емкость поглощения этих почв 15—20 мг•экв/100 г почвы. В составе поглощенных катионов — Ca, Mg, H, Al, но доля Н и Al более высокая. В результате этого дерново-подзолистые почвы характеризуются слабой насыщенностью основаниями — 50—70 %.
Дерново-подзолистые почвы не имеют водопрочной структуры, заплывают.
Окультуривание и повышение плодородия дерново-подзолистых почв достигается путем известкования кислых почв, повышенного внесения органических и минеральных удобрений, посева многолетних трав, сидератов, увеличения мощности пахотного горизонта и др.
Люпин узколистный наиболее скороспелый, он способен улучшать тяжелые почвы и повышать эффективность кислых минеральных удобрений, в России его зачастую возделывают в качестве сидерата. К примеру, при сидеральном использовании люпина узколистного «Олигарх» запашка зеленой массы равноценна по эффективности 40 т/га навоза и заменяет 6 ц/га аммиачной селитры. 
Хорошо окультуренные дерново-подзолистые почвы полностью теряют характерное для их целинного состояния строение профиля. В его составе обычно обнаруживаются следующие горизонты: Апах + A2B + В + С, мощность пахотного горизонта достигает 30—40 см с содержанием гумуса больше 3 %, для него характерна водопрочная мелкокомковатая или зернисто-комковатая структура. Степень насыщенности основаниями возрастает до 80—90 %, реакция близкая к нейтральной.
Среди дерново-подзолистых почв выделяют 4 подтипа: а) собственно дерново-подзолистые (беловатые); б) дерново-палево-подзолистые; в) дерново-подзолистые эродированные; г) дерново-подзолистые окультуренные.
Состав, свойства почв — дерново-подзолистых — в значительной степени определяются характером почвообразующей породы, на которой они формируются.
В республике [какой?] получили распространение следующие роды дерново-подзолистых почв: а) на глинах и тяжелых суглинках; б) на лёссах и лёссовидных суглинках; в) на моренных суглинках; г) на супесях; д) на песках различного происхождения.